# Rivière au Lait
La rivière au Lait coule en direction Est, sur la rive ouest de la rivière Saint-Maurice, dans le territoire de La Tuque, en Mauricie, au Québec, au Canada.

## Géographie
La rivière au Lait a une longueur d'environ 22 km. Elle prend ses eaux du lac au Lait, situé au sud de la route forestière 25.
La rivière au Lait coule vers l'est pour se déverser dans la partie ouest du lac Cutaway puis la rivière descend pour atteindre le lac Solitaire, que le courant traverse et continue vers l'est, la rivière bifurque alors de 90 degrés vers le sud en nombreux serpentins. Finalement, la rivière bifurque alors vers l'est toujours en serpentins.
Finalement la rivière se déverse dans le lac La Tuque qui est un renflement artificiel de la rivière Saint-Maurice, causé par la centrale de La Tuque. L'embouchure de la rivière au Lait se situe en aval de la centrale Beaumont et en amont de la centrale de La Tuque.
À l'embouchure, le niveau des eaux de la rivière-au-Lait affiche une élévation de 157 mètres. Le sous-basin hydrographique du côté sud de la rivière au lait est celui du ruisseau La Tuque dont l'embouchure se déverse au pied de la centrale de La Tuque.

## Toponymie
Le lac au Lait était désigné autrefois lac Tête de la Rivière au Lait. Le toponyme rivière au Lait a été inscrit le 5 décembre 1968 à la Banque des noms de lieux et la Commission de toponymie. Les toponymes du lac de Tête et de la rivière sont interreliés.